# Магія всесвіту Гаррі Поттера
У серії про Гаррі Поттера Джоан Роулінг магія зображена як надприродна сила, яка може бути використана для перевищення звичайних законів природи. Багато вигаданих магічних істот існує в серіалі, тоді як звичайні істоти також іноді виявляють магічні властивості. Також описані магічні предмети. Відьми та чарівники називають решту населення, яке, як правило, не знає про магію, «маглами» у Сполученому Королівстві та «Не-маги» у Сполучених Штатах.
У людей магія або її відсутність є вродженою ознакою. Зазвичай він передається у спадок, за рахунок «домінантних стійких генів».  Магія є нормою для дітей магічних пар і рідше для дітей маглів. Існують винятки: ті, хто не вміє займатися магією і народжуються від магічних батьків, відомі як сквіби, тоді як відьма чи чарівник, народжені від батьків-маглів, відомі як маглонароджені або під принизливим терміном «бруднокровка». Хоча маґлонароджені досить поширені, сквіби надзвичайно рідкісні.
Роулінг заснувала багато магічних елементів всесвіту Гаррі Поттера на реальній міфології та магії. Вона описала це як «спосіб надати текстури світу».  Книги представляють ідею про те, що маґлівська інтерпретація цих історій є спотвореною версією того, що відбувається у чарівному світі.
Магія Гаррі Поттера стала темою виставки Британської бібліотеки 2017 року та супроводжуючого документального фільму. Виставка під назвою «Гаррі Поттер: Історія магії» є першою в Британській бібліотеці, на яку надихнула одна серія творів живого автора.

## Використання магії
Відьми та чарівники навчаються керувати своєю магією. У маленьких і ненавчених дітей магія проявляється підсвідомо в моменти сильного побоювання, страху, гніву і смутку.  Наприклад, Гаррі Поттер одного разу змусив відростити волосся після поганої стрижки, Нацькував удава на свого двоюрідного брата Дадлі в Лондонському зоопарку та змусив тітку Мардж надутися до величезних розмірів. Хоча ця реакція зазвичай неконтрольована, будучи ненавченою дитиною, Том Марволо Реддл міг змушувати речі рухатися, не торкаючись до них, змушувати тварин робити те, що він хоче, не навчаючи їх, змушувати «погані речі траплятися» з людьми, які його дратували, або змушувати їх боляче, якби він цього хотів.  Крім того, Лілі Еванс могла керувати і контролювати розквіт квітки, просто бажаючи, щоб це сталося.

Майже вся магія робиться за допомогою чарівної палички . Стосовно магії без палички Роулінг каже: [ потрібна цитата ]
Ви можете робити нецілеспрямовану та неконтрольовану магію без чарівної палички (наприклад, коли Гаррі підірвав тітку Мардж), але щоб робити справді гарні чари, так, вам потрібна паличка.
Чарівник чи відьма найкращі лише тоді, коли використовує власну чарівну паличку. При використанні чужої чарівної палички чиїсь чари не такі сильні, як зазвичай.
У книгах технічні деталі магії незрозумілі. З уроків Гаррі детально подано лише ті, що стосуються чарівних звірів, чарівних істот , зілля чи ворожіння.
Северус Снейп одного разу сказав Гаррі Поттеру , що «Час і простір мають значення в магії» під час першого уроку Гаррі з оклюменції в « Гаррі Поттер і Орден Фенікса» , а Албус Дамблдор сказав Гаррі після того, як знайшов магічно захований човен, щоб дістатися до медальйона, Горокраксу , що «Магія завжди залишає сліди, іноді дуже характерні сліди».

## Заклинання
Заклинання є універсальними інструментами чарівника чи відьми; короткі спалахи магії, які використовуються для виконання окремих спеціалізованих завдань, таких як відкриття замків або створення вогню. Зазвичай магія вимагає заклинання , найчастіше у модифікованій формі латині (див. Собача латинь ), і жестикулювання чарівною паличкою . Проте Роулінг показала, що особливо талановиті чарівники можуть чаклувати без допомоги чарівної палички, хоча магія, створена за допомогою чарівної палички, як правило, точніша та потужніша.  Заклинання також можна робити невербально, але за допомогою чарівної палички. Цю особливу техніку вивчають на шостому році навчання в Гоґвортсі, і вона вимагає від заклинача концентрації на заклинанні. Деякі заклинання (напр.Levicorpus ), очевидно, призначені для невербального використання. Хоча більшість магії, описаної в книгах, вимагають від заклинача використання голосу, деякі цього не роблять (і це може залежати від відьми чи чарівника). Відомо, що Дамблдор робив вражаючі магічні подвиги, не розмовляючи, наприклад створював достатньо пухких фіолетових спальних мішків, щоб вмістити всіх студентів [HP3] , або під час його дуелі з Волдемортом наприкінці Ордена Фенікса.
Паличкою можна користуватися, не тримаючи її. В Ордені Фенікса Гаррі сам виконує Люмос , щоб запалити свою чарівну паличку, коли вона лежить на землі десь біля нього. [HP5] Крім того, Animagi та Metamorphmagi не потребують чарівних паличок для трансформації.
Заклинання поділяються на грубі категорії, такі як « чари», « прокляття». Хоча образливі та потенційно небезпечні прокляття існують у великій кількості, три вважаються придатними лише для великого зла, що приносить їм особливу класифікацію « Непробачних проклять ».

## Межі магії
Перш ніж опублікувати перший роман про Гаррі Поттера , Роулінг витратила п’ять років на те, щоб встановити обмеження магії — визначити, що вона може, а що ні. «Найважливіше, що потрібно вирішити, коли ви створюєте фантастичний світ, — сказала вона в 2000 році, — це те, що персонажі не можуть робити». Наприклад, незважаючи на те, що можна створювати речі з повітря, набагато складніше створити щось, що відповідає точним специфікаціям, а не загальним; крім того, будь-які предмети, створені таким чином, мають тенденцію недовговічності.

### Смерть
Роулінг описала смерть як найважливішу тему в книгах.  Отже, як стверджує Дамблдор у книзі «Гаррі Поттер і келих вогню» , немає заклинань, які справді могли б повернути мертвих до життя. Хоча трупи можна перетворити на слухняних Інфері за командою живого чарівника, вони не більше ніж зомбі без власної душі чи волі. Однак існують деякі методи спілкування з померлими, хоча й з обмеженими результатами. Наприклад, усі директори Гоґвортсу з’являються на портреті після смерті, що дозволяє консультуватися майбутнім поколінням. Це також можливо через рідкісний Priori Incantatem ефект для спілкування з привидоподібними «тінями» магічно вбитих людей. Камінь Воскресіння також дозволяє поговорити з мертвими, але ті, хто повернувся Каменем, не тілесні, і вони не хочуть, щоб їх мирному спочинку заважали . Протягом усієї серії ця межа постійно згадується, і чарівники намагаються її подолати на свій страх і ризик.
Так само неможливо зробити себе безсмертним, якщо не використовувати об’єкт великої сили для підтримки життя, такий як філософський камінь або горокракси . Якщо комусь довелося володіти трьома Смертельними Реліквіями , існує легенда, що він мав би інструменти, щоб стати «володарем смерті». Однак натякають, що бути справжнім «майстром смерті» означає бути готовим визнати, що смерть неминуча. Інші способи продовження життя включають вживання крові єдинорога, яка збереже людину живою, навіть якщо смерть неминуча, але за жахливу ціну вічного прокляття. Чарівність може сприяти довголіттю людини , оскільки в серіалі є кілька персонажів, які є надзвичайно довгожителями (наприклад,Грізельда Марчбенкс з міністерства магії, яка була наглядачем під час іспитів Альбуса Дамблдора на OWL). Майже Безголовий Нік у п’ятій книзі показує , що всі відьми та чарівники мають вибір стати привидами після смерті; однак його описують як «бліду імітацію життя». Снейп стверджує, що привид — це лише «відбиток покійної душі, залишений на землі».
Смерть вивчається у відділі таємниць у камері, що містить загадкову завісу, яку Роулінг описала як «розділ між життям і смертю». Стосовно того, що з іншого боку, вона уточнила: «Чи вірю я, в загробне життя? Я вірю в загробне життя, хоча я абсолютно сумніваюся, і завжди так було, але ось ти де.»  Сіріус провалюється крізь цю завісу в Ордені Фенікса після того, як на нього наноситься прокляття Беллатриса. 

### Основні винятки із Ґемпового закону природної трансфігурації
Головним винятком із Ґемпового закону природної трансфігурації є магічна теорія, згадана Герміоною та пізніше повторена Роном в останній книзі. Вона пояснює, що їжа є однією з них: відьми чи чарівники можуть варити та готувати їжу за допомогою магії та навіть примножувати її, але не створювати її з нічого.
У серії є багато прикладів їжі, яка, здається , була створена з нічого, як-от раптова матеріалізація інгредієнтів у каструлях на кухні Моллі Візлі та коли професорка Макґонеґел створює самозаповнювальну тарілку з сендвічами для Гаррі та Рона в кімнаті таємниць . У всіх випадках ці події можна розумно пояснити тим, що їжа або розмножується, або транспортується з іншого місця. Одним із прикладів останнього є бенкет у Гоґвортсі — їжа готується ельфами на кухнях і магічним чином транспортується на столи у Великому залі.
Це єдиний виняток, який явно згадується в серії. Проте сама Роулінг одного разу в інтерв’ю заявила, що гроші — це те, що чарівники не можуть просто матеріалізувати з повітря  , інакше економічна система чарівного світу зазнає серйозних недоліків і буде порушена. Хоча філософський камінь допускає алхімію , він зображується як надзвичайно рідкісний, навіть унікальний об’єкт, власник якого не використовує всі його сили.

### Магія через емоції
Як пояснювалося раніше, молоді ненавчені чарівники можуть викликати неконтрольовану магію, коли вони перебувають у стані сильних емоцій. Але емоції також впливають на навчених відьом і чарівників та їхні магічні здібності. Наприклад, у «Напівкровному принці» розбита горем Німфадора Тонкс тимчасово втрачає свою силу Перетворюватися, коли Ремус Люпин починає дистанціюватися від неї; форма її Патронуса змінюється, щоб відобразити її депресію. Іншим прикладом є Меропа Гонт , яка продемонструвала будь-які магічні здібності лише тоді, коли була позбавлена батьківського гніту, але потім знову втратила їх, коли її покинув чоловік.
Кілька магічних заклинань вимагають використання певних емоцій під час їх застосування. Заклинання Патронуса, наприклад, вимагає від заклинача зосередитися на щасливому спогаді.  Іншим прикладом є прокляття Cruciatus , яке завдає величезного болю; як Гаррі виявляє під час дуелі з Беллатрикс Лестранж, ефективне використання цієї забороненої темної магії вимагає садистських бажань.
Любов (у її найширшому значенні) зображується як особливо потужна форма магії. За словами Дамблдора, кохання — це «сила, яка водночас чудовіша й жахливіша за смерть, ніж людський розум, ніж сили природи». Добровільна жертва Лілі заради Гаррі рятує його від Волдеморта, коли він був немовлям, і Гаррі робить подібну жертву, щоб врятувати своїх друзів наприкінці Смертельних реліквій . Певне ключове пророцтво в серії описує, що Гаррі має «силу, якої Темний Лорд не знає», маючи на увазі його здатність любити. 
Справжнє кохання неможливо створити чарівним шляхом; Amortentia , любовне зілля, може викликати лише сильне почуття закоханості та одержимості.

## Магічні здібності
Нижче наведено список спеціальних здібностей, якими може володіти чарівник або відьма у всесвіті Гаррі Поттера.

### Анімаг
Анімаг (англ. Animagus, дос. «"тварина" та "маг"») — це відьма чи чарівник, які за бажанням можуть перетворюватися на певну тварину чи магічну істоту. Ця здатність не є вродженою: її потрібно набути магічним шляхом. Відповідно до закону всі Animagi повинні зареєструватися в центральному органі влади, хоча в ході серіалу з’ясовується, що деякі персонажі залишилися незареєстрованими незаконно: Джеймс Поттер , Сіріус Блек , Пітер Петігрю та Ріта Скітер . Мінерва Макґонеґел була зареєстрованим Міністерством анімагом у формі смугастої кішки.

Кадр із фільму «Гаррі Поттер та Орден Фенікса» (Сіріус Блек, перетворений на пса)

Перетворення на анімага можна виконати без використання палички. Сіріус і Пітер залишаються без палички більше 10 років, але обидва зберігають здатність без явних шкідливих наслідків. Коли анімаги трансформуються, вони набувають вигляду, не обов’язково всіх рис, звичайної тварини. У Гаррі Поттер і в'язень Азкабану, зазначається, що домашній щур Рона Скеберс (пізніше виявлений як форма Анімага Пітера Петігрю) прожив більше дванадцяти років, тоді як очікувалося, що він проживе лише три. Крім того, Анімаг у формі тварини зберігає здатність мислити як людина, що є принциповою відмінністю між Анімагом і перетвореннями. Інакше вони забули б, що були чарівниками, і несвідомо потрапили б у пастку в цій формі, якщо їх не трансформував би інший чарівник. Характеристики людської форми Анімага можуть проявлятися в трансформації тварини; Навколо очей Макґонеґел і Ріти Скітер є відмітини, які нагадують окуляри, а у Петігрю відсутній палець на одній із передніх лап, що символізує його відсутній палець. 
Кожен анімаг має певну тваринну форму і не може перетворюватися на іншу тварину. Тварина не може бути обрана: вона унікально підходить для особистості цієї людини, і в більшості випадків Анімаг перетвориться на ту саму тварину, що використовується в Заклинанні Патронуса людини . 
У книгах чітко наголошується на відмінностях між Animagi та перевертнями . Анімаги повністю контролюють свої трансформації та зберігають свій розум, тоді як трансформації перевертнів мимовільні та включають серйозні зміни в особистості. Після того, як людина перетворилася на перевертня, «...він більше не пам'ятає, хто він. Він би вбив свого найкращого друга. Перевертень реагує лише на поклик собі подібних».  Єдиний спосіб, за допомогою якого перевертень може зберегти свій здоровий глузд, інтелект і пам’ять під час трансформації, це використання зілля Вовчої погибелі.

### Метаморфи
Метаморфмаг ( похід від метаморфа та мага ) — відьма або чарівник, народжені з вродженою здатністю змінювати частину або всю свою зовнішність за бажанням. Таланту неможливо навчитися; відьма або чарівник повинні народитися з ним.
Німфадора Тонкс та її син Тедді Люпин на даний момент є єдиними відомими Метаморфами в серії; це дуже рідкісна здатність, можливо, спадкова. Відомо, що Тонкс змінює колір волосся та укладку відповідно до настрою. Іноді вона навіть постає як стара жінка. Вона також може змінити вигляд свого носа, як вона це робить, коли обідає з родиною Візлі, щоб розважити Джіні та Герміону. Її син, Тедді Люпин, також успадкував цю рису, оскільки згадується, що його волосся неодноразово змінювало колір.
Ступінь цих здібностей до зміни зовнішності та їх межі не зовсім зрозумілі. За словами Роулінг, Метаморфмаг може повністю змінити свою зовнішність, наприклад, з чорного на білого, молодого на старого, красивого на простого і так далі.  В одному прикладі Тонкс змінює вигляд свого обличчя, переформовуючи свій ніс на «дзьобоподібний виступ, як у Снейпа», на «щось схоже на гриб-ґудзик» і «на поросячу морду», що нагадало Гаррі його двоюрідного брата Дадлі.  Емоційний стан Метаморфмага може вплинути на його здібності.

### Parseltongue
Зміїна мова — мова змій. Його часто асоціюють із темною магією, хоча Дамблдор стверджував, що це не обов’язково є поганою якістю. Ті, що володіють здатністю розмовляти нею, зустрічаються дуже рідко. Люди, очевидно, набувають навичок шляхом навчання або за допомогою методу ксеноглосії , наприклад, через генетичну спадковість або за допомогою темної чи небезпечної магії. До 17-річного віку Гаррі мав цю здібність. Гаррі Поттер і Таємна кімната пояснює, що це сталося через те, що Волдеморт передав Гаррі деякі свої здібності тієї ночі, коли намагався його вбити. Реліквії смерті показує, що частина душі Волдеморта всередині Гаррі надає йому цю здатність, яка пізніше знищується, залишаючи Гаррі позбавленим цієї здатності. 
Гаррі тимчасово відновлює здатність у «Проклятому дитяті» разом із болем у шрамі.
Інші відомі Парселусти включають Салазара Слизерина та його нащадків, включаючи і Волдеморта. Дамблдор також міг розуміти парселмову; він навчився цьому і не мав природної здатності.  У «Напівкровному принці» він повторює слова Морфіна Ґонта «великий будинок через дорогу», які були сказані парселмовою.
Рон використовує парселмову в останній книзі , щоб знову відкрити Таємну кімнату , але він лише імітує звучання фрази, використаної Гаррі в книзі Таємна кімната .
Роулінг запозичила цей термін від «староанглійської мови для того, хто має проблеми з ротовою порожниною, як заяча губа».

### Провидці
Провидець — відьма або чарівник, що володіє здатністю ясновидіння передбачати майбутні події. Пророцтва, які дає ця здатність, іноді можуть бути самоздійснюваними пророцтвами , і Дамблдор стверджує в Ордені Фенікса, що не всі вони збуваються, залежно від вибору, зробленого згаданими. Здавалося б, це вказує на те, що провидець передбачає можливі або ймовірні події, принаймні в деяких випадках.
У Залі Пророцтв у Відділі Таємниць тисячі і тисячі скляних сфер пронизані записами пророцтв, зроблених провидцями. Тільки особа, згадана в пророцтві, може безпечно отримати його; будь-хто інший, хто спробує це зробити, з'їде з глузду.
За словами Макґонеґел, справжні провидці надзвичайно рідкісні. Сібіл Трелоні — єдина провидиця, зображена в книгах, і її учні вважають «старою шахрайкою», хоча згадується, що прапрабабуся Сібілл, Кассандра Трелоні, була відомою провидицею свого часу. У п’ятій книзі Долорес Амбридж остаточно звільнила Трелоні через її відсутність здібностей. Вона двічі вигадувала правдиві пророцтва — обидва важливі для Гаррі Поттера, — але потім не пам’ятала жодного з них.

### Легіліменція і оклюменція
Легіліменція — це магічне вміння видобувати почуття та спогади з розуму іншої людини — форма магічної « телепатії » (хоча Снейп, який уміло практикує це мистецтво, відкидає розмовний термін «читання думок» як різке спрощення). Це також дозволяє передавати бачення або спогади іншій людині, реальні чи уявні. Відьма чи чарівник, які володіють цією навичкою, називаються Легіліменами, і вони можуть, наприклад, виявити брехню та обман в іншій людині, засвідчити спогади в минулому іншої людини або «посадити» помилкові бачення в чужий розум.
Протилежною навичкою Легіліменції є Оклюменція (та її користувач, відомий як Окклюменс ) , за допомогою якої можна розділити свої емоції або запобігти Легіліменсу виявити думки чи спогади, які суперечать його вимовленим словам чи діям. Просунута форма оклюменції полягає в закладанні хибних тимчасових спогадів у власну голову оклюменів, одночасно блокуючи всі інші справжні спогади, тому, якби Легіліменс, навіть висококваліфікований, намагався прочитати думки, він чи вона виявили б лише хибні спогади. 
Навички вперше згадуються в Ордені Фенікса . Легіліменція і оклюменція не є частиною звичайної навчальної програми Гоґвортсу, і більшість студентів закінчили б навчання, не вивчаючи їх.
Волдеморт, Снейп і Дамблдор володіють навичками Легіліменції та Оклюменції, хоча й використовують свої чарівні палички. Снейп назвав Волдеморта володарем Легіліменції, оскільки він майже у всіх випадках одразу дізнається, якщо хтось йому збрехав. Крім того, у Смертельних реліквіях Волдеморт неодноразово використовує Легіліменцію для допиту своїх жертв. Волдеморт практикує Оклюменцію протягом періоду Напівкровного Принца, щоб позбавити Гаррі доступу до своїх думок і емоцій. Однак у Смертельних реліквіях Волдеморт неодноразово втрачає контроль, що призводить до випадкових, але дуже потужних сплесків думок, видінь і емоцій, які надсилаються Гаррі.
У книгах неодноразово говориться, що Снейп дуже вправний в оклюменції, пояснюючи, як він зміг обманювати Волдеморта протягом багатьох років. Ще до Ордена Фенікса у Гаррі склалося враження, що Снейп може читати думки.
Під час Ордену Фенікса Дамблдор доручає Снейпу давати Гаррі уроки оклюменції. Через антагонізм між ними та таємне бажання Гаррі знати думки Волдеморта, він погано просувається, і лише одного разу вдається подолати Снейпа та проникнути в його розум.  У Смертельних реліквіях Гаррі нарешті опановує Оклюменцію — закриває свій розум на Волдеморта — коли Доббі помирає. Він розуміє, що його горе — або, як Дамблдор називає це, кохання — це те, що може блокувати Темного Лорда.
Куїні Ґолдштейн у фільмі «Фантастичні звірі та де їх шукати » виявилася досвідченим Легіліменсом, народженим зі здібностями, оскільки вона здатна читати думки Якова Ковальського та інших у фільмі, а також відчувати та чути їх від здалеку через їхні думки та емоції. На відміну від Снейпа, Волдеморта та Дамблдора, їй не потрібна чарівна паличка, щоб накладати заклинання Легіліменції, оскільки здатність читати думки є природною для неї.

### Поява та зникнення
Поява — це магічна форма телепортації , за допомогою якої відьма чи чарівник можуть зникнути («Явитись») з одного місця та з’являтися в іншому. Зазвичай це супроводжується гучним тріском або тріском, хоча більш досвідчені чарівники, такі як Дамблдор, можуть являтись «так раптово і безшумно», що здається, що вони «вискочили з-під землі». За словами Гаррі, привид також супроводжується дуже неприємним відчуттям здавлювання, ніби його направляють через тугу гумову трубку. [HP6]
Міністерство магії ліцензує Появу. Відьма або чарівник повинні бути віком від 17 років і мати ліцензію на Появу, як засіб пересування приблизно так само, як уряди в реальному світі вимагають від осіб мати ліцензію на керування автомобілем. Учні Гоґвортсу можуть відвідувати уроки являння, які проводить Міністерство, протягом шостого року навчання та складати іспит, коли їм виповниться сімнадцять. Показано, що хоча являтись без ліцензії можна, зазвичай це не робиться (хіба що на уроках) і є незаконним. У Смертельних реліквіях Гаррі не має ліцензії, але оскільки слідкування за ним було скасовано, міністерство, ймовірно, не знає, що він це робить.
Навчитися являтись важко, і студенти ризикують розколотись — бути фізично розщепленими між джерелом і місцем призначення — що потребує допомоги загону випадкової магії Міністерства, щоб скасувати магію належним чином. Розколювання є досить поширеним явищем під час уроків і може бути незручним (і часом досить жахливим) залежно від того, які частини тіла розколюються, але зрештою нешкідливим, якщо його правильно повернути. Хоча Рон може являтись, він не дуже вправний у цьому, і розривається принаймні тричі (одного разу втративши половину брови, два нігті та частину руки). Гаррі та Герміона швидко оволодівають навичками в порівнянні. Як пояснюється в Напівкровному принці, немає жодного словесного заклинання для являтись чи зникнення, але заклинач має зосередитися на місці, де він має явитись, має бути повністю зосереджений на заклинанні, а також має «відчувати» його всім тілом.
Було зазначено, що являтись безпосередньо в приватній зоні, наприклад, у будинку, вважається грубим. Дамблдор заявляє в «Напівкровному принці» , що це було б «так само грубо, як вибити ногою вхідні двері». З цієї причини та з міркувань безпеки в багатьох домівках є заклинання Антипривидів, які захищають їх від непрошених вторгнень. Загальноприйнятий спосіб дістатися до дому – це являтись до сусіднього місця та дійти до кінцевого пункту призначення пішки. Являння вважається ненадійним на великих відстанях, і навіть досвідчені користувачі техніки іноді віддають перевагу іншим засобам транспорту, таким як мітли. Роулінг заявила, що являння на великих відстанях залежить від майстерності чарівника, і «Кросконтинентальна аппарація майже напевно призведе до серйозних травм або смерті».  Справді, навіть неймовірно досвідчений лорд Волдеморт вирішує повернутися до Англії після відвідин далекого Нурменгарда .
З міркувань безпеки територія та будівлі Гоґвортсу захищені стародавніми заклинаннями проти з’явлення та зникнення, які не дозволяють людям з’являтися на території школи. Існує також заклинання, яке запобігає зникненню, яке Дамблдор накладає на смертежерів, захоплених Орденом Фенікса ; сестринське заклинання, яке дозволяє являтись в локації, але не дозволяє їм зникати звідти, накладається смертежерами в Гоґсміді відповідно до закляття Катерволінг. Дамблдор є єдиною людиною, яка може як являтись , так і зникати зі шкільної території, оскільки він є директором.
Відьма чи чарівник можуть використовувати Side-Along Apparition , щоб взяти інших із собою під час являння. Дамблдор кілька разів успішно переміщує Гаррі цим шляхом у «Напівкровному принці», і першою спробою Гаррі, не пов’язаною з уроком, є являння з ослабленим Дамблдором, коли вони повертаються з приморської печери.
У фільмі «Орден Фенікса» смертежери та члени Ордену являються і зникають у хмарах чорного та білого диму відповідно. У фільмі обидві сторони також, здається, здатні «напівявлятись», в результаті чого їхні тіла були зроблені з диму, що дає їм можливість літати. Обидва рази, коли Фред і Джордж з’являлися і зникали, вони робили це з хлопком, як у книжках.
У англійських книгах слова «Apparate» і «Disapparate», які відповідають словам являтись і зникати, як і багато інших неологізмів , які використовує Роулінг, пишуться з великої літери , тоді як усталені англійські слова, такі як «jinx» і «hex», ні. Самі слова, швидше за все, походять від французьких apparaître і disparaître , що означають «з'являтися» і «зникати». Інше можливе похідне від англійського слова «apparion», що означає «надприродна поява людини або речі; все, що з’являється, особливо щось видатне або вражаюче; акт появи», яке походить від латинського «apparitio», що означає присутність»

### Інша телепортація
Деякі магічні істоти мають власні форми миттєвої подорожі, наприклад, здатність ельфа-домовика телепортуватися або здатність фенікса з’являтися та зникати у спалаху полум’я. На відміну від чарівників, ці істоти не обмежені магією проти Привидів. Добі , Крічер та решта популяції ельфів-домовиків можуть аппарувати на території Гоґвортсу, що вони неодноразово демонстрували, особливо коли Добі відвідував Гаррі в лікарняному крилі та коли Гаррі викликав Доббі та Крічера та призначав їх до хвоста Драко Мелфой. Фоукс зникає з кабінету директора Гоґвортсу разом із Дамблдором, коли останній уникає арешту в руках чиновників міністерства в Ордені Фенікса .
Деякі магічні пристрої, такі як летючий порох, летиключ та зникаюча шафа, також пропонують форми магічної телепортації.

### Чарівність Вейл
Здатність, яку приписують Вейлі та тим, хто належить до спадщини Вейли, як-от Флер Делакур , чари Вейли використовуються для зачарування чоловіків, як це роблять сирени в «Одіссеї» . Чоловіки, які піддаються цьому з часом, стають більш стійкими до нього, хоча чари Вейли набувають повної сили, якщо Вейла здивує чоловіка, як зазначив Рон у « Напівкровному принці» .
Як показано в Goblet of Fire, можна використовувати волосся Veela як серцевини в чарівних паличках. За словами відомого майстра паличок містера Оллівандера, ці палички трохи «темпераментні».

### Магічний опір
Могутні істоти, такі як тролі , дракони та велетні , можуть виявляти магічний опір — певний ступінь імунітету проти проклять і заклинань. Завдяки гігантській крові Гегрід стійкий до певних заклинань (наприклад, до Приголомшливого заклинання). Цей тип опору не є непереборним; якщо, наприклад, достатньо приголомшливих заклинань одночасно використовувати на істоту з магічним опором, істота все одно може втратити свідомість. Крім того, чарівники та відьми можуть протистояти певним закляттям силою власної волі, як це робить Гаррі в «Кубку вогню», коли Барті Крауч-молодший (замаскований Аластором Муді) намагається контролювати Гаррі за допомогою закляття Імперіус, і Гаррі чинить опір. Ця ж книга показує Барті Крауч старший скидає закляття Імперіус після того, як провів під ним кілька місяців.

## Предмети в Гоґвортсі
У Хоґвартсі учні повинні вивчати основну групу предметів протягом перших двох років, після чого вони повинні вибирати між кількома факультативними предметами. Протягом останніх двох років студентам дозволяється вивчати більш спеціалізовані предмети, такі як алхімія.
Трансфігурація, захист від темних мистецтв, чари, зілля, астрономія, історія магії та гербологія є обов’язковими предметами протягом перших п’яти років, а також уроки польотів протягом першого року, які стають необов’язковими протягом решти шести років. Наприкінці другого року навчання студенти повинні додати принаймні два факультативні предмети до свого навчального плану на початку третього курсу. П’ять варіантів: арифмантика, маглознавство, ворожіння, вивчення стародавніх рун і догляд за магічними істотами. Дуже спеціалізовані предмети, такі як алхімія , іноді пропонуються в останні два роки, якщо є достатній попит. Загалом у Гоґвортсі є дванадцять професорів , кожен із яких спеціалізується на одному з цих предметів.

### Трансфігурація
Трансфігурація, по суті, є мистецтвом зміни властивостей предмета.  Трансфігурація є предметом, заснованим на теорії, включаючи такі теми, як «Зміна заклинань» (зміна лише частини якогось об'єкта, наприклад, коли Гегрід дав Дадлі свинячий хвіст); Заклинання зникнення (повне зникнення об’єкта);  і заклинання (створення об’єктів з повітря).  Можна перетворювати неживі об’єкти на живі та навпаки – Мінерва Макґонеґел, учителька класу, перетворює свою парту на свиню та назад у Філософському камені. 

### Захист від темних мистецтв
Захист від темних мистецтв , зазвичай скорочений до DADA ,  — це клас, який навчає студентів технікам захисту від темних мистецтв і захисту від темних істот. У «Гаррі Поттері та смертельних реліквіях» , де смертежери керують школою, предмет перейменовано на «Темні мистецтва» та передбачає застосування учнями прокляття Круціатус на тих, хто заслужив затримання. Предмет має надзвичайно високу плинність персоналу — протягом усього циклу жоден вчитель із захисту від темних мистецтв не обіймав посаду довше одного навчального року. Дамблдор також одного разу заявив, що цей пост наклятий. Гаррі надзвичайно вправний у цьому предметі. Протягом періоду, в якому розгортається історія, у класі викладають Квірінус Квірел ( перша книга ), Гілдерой Локарт ( друга книга ), Ремус Люпин ( третя книга ), Бартеміус Крауч-молодший , який уособлює Аластора «Божевільного» Муді ( четверта книга ), Долорес Амбридж ( книга п'ята ),Северус Снейп ( книга шоста ) і Амікус Керроу ( книга сьома ). У книзі «Гаррі Поттер і таємна кімната» Гегрід припускає , що «Вони починають думати, що робота наворочена. Зараз ніхто не протримався довго». оскільки кожен викладач DADA викладав лише один рік. У «Напівкровному принці» Дамблдор припускає, що Волдеморт прокляв посаду, оскільки його заявку на неї було відхилено. Існування наклепів було зрештою підтверджено Роулінг. Цю посаду також бажав Снейп, але йому теж відмовили. Нарешті Снейп був призначений професором DADA у «Напівкровному принці». Роулінг оголосила в інтерв’ю, що коли Волдеморт помер, прокляття, яке він наклав на кабінет, було знято, і постійний професор викладав цей предмет між кінцем «Смертельних реліквій» і епілогом , дія якого відбувається через дев’ятнадцять років. Крім того, вона уявляє, що Гаррі Поттер час від часу приходить до класу, щоб читати лекції на цю тему. 

### Чари
Чари - це клас, який навчає, як розробити заклинання для використання чар. Роулінг описала чари як різновид магічного заклинання, спрямованого на надання об’єкту нових і несподіваних властивостей.  Уроки заклинань описані як загальновідомі як галасливі та хаотичні, оскільки уроки переважно практичні. Багато послідовностей експозиції в книгах відбуваються в класах Чарів, які знаходяться на другому поверсі Гоґвортсу. Клас веде Філіус Флитвік .

### Зілля
Зілля описується як мистецтво створення сумішей з магічним ефектом. Це вимагає правильного змішування та перемішування інгредієнтів у потрібний час і при правильній температурі. Що стосується питання про те, чи міг магл зварити зілля, враховуючи правильні магічні інгредієнти, Роулінг сказала в Pottermore, що «завжди є певний елемент роботи з чарівною паличкою, необхідний для приготування зілля».  Уроки Северуса Снейпа зображені як нещасливі, гнітючі часи, що відбуваються в похмурому підземеллі в підвалі замку, а Горацій Слизорог, який замінює Снейпа на посаді майстра зілля, показані більш веселими. Дж. К. Роулінг пояснює, що написала Снейпа, заклятого ворога Гаррі на факультеті Гоґвортсу, тому що сама ненавиділа уроки хімії, а це був еквівалент Гоґвортсу. 
До відомих зілль, представлених у серії, належать любовне зілля Amortentia,  Confusing Cocoction,  Draft of Living Death,  Draft of Peace,  зілля удачі Felix Felicis,  Pepperup Potion ,  Polyjuice Potion,  Skele-Gro  Sleekeazy's Hair Potion  і сироватка правди Veritaserum. 

### Астрономія
Заняття з астрономії проходять в Астрономічній вежі, найвищій вежі Гоґвортсу, і їх викладає професор Аврора Сіністра. Уроки передбачають спостереження за нічним небом за допомогою телескопів . У книгах не показано уроків астрономії, але на них часто згадуються. Роулінг описує один із іспитів Гаррі з астрономії в «Гаррі Поттер і Орден Фенікса» . Крім того, фрагменти Астрономічної вежі можна побачити в серії фільмів, як-от «Таємна кімната» та «В’язень Азкабану», показані у «Напівкровному принці» як місце, де помер Дамблдор, і в «Дарах смерті». Відомі домашні завдання студентів включають вивчення назв зірок, сузір’їв і планет, а також їхнього розташування, рухів і навколишнього середовища. Астрономічна вежа також є однією з трьох найвищих веж на території Гоґвортсу, як згадується в «Дарах смерті».

### Історія магії
Історія магії - це вивчення історії магії. Уроки Катберта Біннса вважають одними з найнудніших у Гоґвортсі. Це лише безперервні лекції про важливі події в історії чарівництва. Теми включали повстання гоблінів, гігантські війни та походження чаклунської таємниці. Це єдиний клас у Гоґвортсі, де викладає привид, оскільки професор не помітив, що він помер, і просто продовжував викладати, ніби нічого не змінилося.

### Гербологія
Гербологія вивчає чарівні рослини та способи догляду за ними, використання та боротьби з ними. У книгах описано щонайменше три оранжереї, де містяться різноманітні чарівні рослини. Гербологія також є єдиним предметом, у якому Невіл Лонгботом чудово вивчає, а згодом також стає професором цього предмету. В епілозі до Смертельних реліквій пояснюється, що пізніше він замінив вчителя гербології.

### Нумерологія
Арифмантика - це розділ магії, який займається вивченням магічних властивостей чисел. Оскільки Гаррі Поттер не вивчає цей предмет, клас ніколи не описується в книгах. Однак це улюблена тема Герміони. Повідомляється, що арифмантика складна, оскільки вимагає запам’ятовування або роботи з багатьма діаграмами. В Ордені Фенікса згадується, що вивчення нумерології вимагається, щоб стати руйнівником прокляття для Ґрінґотса . Викладає предмет професор Септіма Вектор .

### Дослідження стародавніх рун
Вивчення стародавніх рун , більш відомих як стародавні руни, є загальнотеоретичним предметом, який вивчає стародавні рунічні писемності. Оскільки Герміона є єдиною відомою ученицею класу в підручниках, мало що відомо про цей предмет, який викладає професор Батшеда Бабблінг.  У Смертельних реліквіях Дамблдор заповідає Герміоні свій примірник «Оповідань барда Бідла», який написаний стародавніми рунами .

### Ворожіння
Ворожіння - це мистецтво передбачення майбутнього. Описано різні методи, зокрема чайне листя , вогняні ознаки , кришталеві кулі , хіромантію , картографію (зокрема читання звичайних гральних карт і таро ), астрологію та тлумачення снів . Професорка Макґонеґел описує ворожінняяк «одну з найбільш неточних галузей магії». Прихильники цього питання стверджують, що це неточна наука, яка потребує вроджених дарів, таких як «внутрішнє око». Ті, хто виступає проти, стверджують, що тема є нерелевантною та шахрайською. Спочатку Гаррі вчить віщування професор Трелоні , а потім Фіренз , після того як Трелоні звільнила Долорес Амбридж на п'ятому курсі Гаррі. На шостому (і, ймовірно, сьомому) курсі Фіренз і професорка Трелоні проводять уроки ворожіння, розділені за роками.

### Догляд за магічними істотами

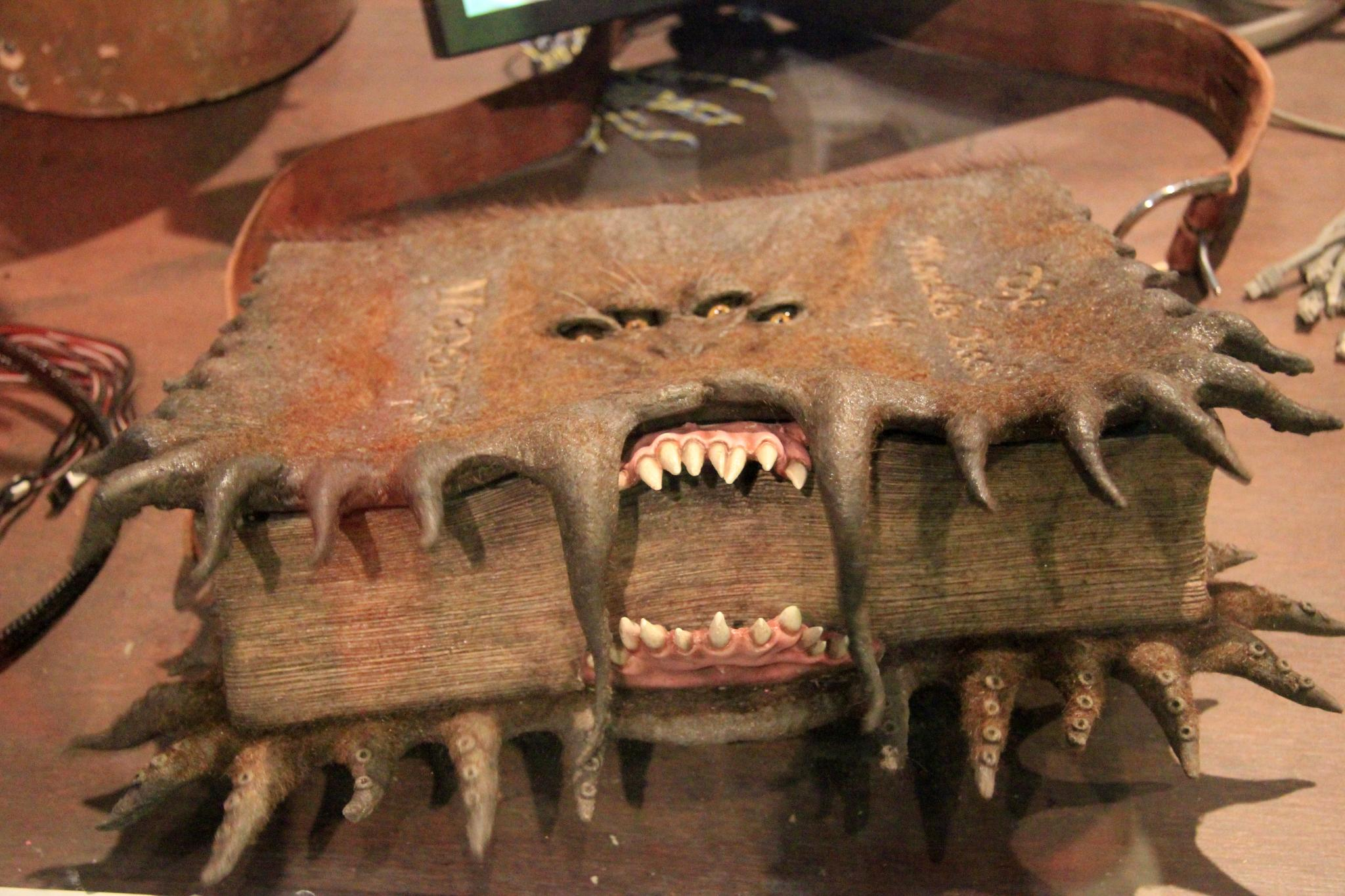
«Книга монстрів про монстрів» з’являється в класі Геґріда «Догляд за магічними істотами».

Догляд за магічними істотами - це клас, який навчає учнів, як доглядати за чарівними звірами . Заняття проводяться поза межами замку. У перші два роки Гаррі заняття веде професор Сільванус Кетлберн , який потім йде на пенсію, «щоб насолоджуватися більше часу своїми кінцівками, що залишилися». Потім Дамблдор залучає доглядача Рубеуса Гегріда прийняти посаду викладача разом із його обов’язками ключника. Незважаючи на те, що Гегрід, очевидно, дуже досвідчений і обізнаний, він «не має погляду нормальної людини на те, що небезпечно», наприклад, те, що студенти «Догляд за магічними істотами» повинні були отримати буквально жорстокий підручник під назвою «Книга монстрів про монстрів», і тому постійно неправильно оцінює ризик, який становлять для своїх учнів тварини, яких він використовує на своїх уроках, що іноді призводить до хаосу. Коли Геґрід відсутній, його уроки бере на себе Вільгельміна Грабблі-Планк , відьма та знайома Дамблдора.

### Маглознавство
Маглознавство — це курс, який передбачає вивчення маґлівської (немагічної) культури «з чарівної точки зору». Єдина потреба для відьом і чарівників, щоб дізнатися про шляхи та засоби маглів , це переконатися, що вони можуть злитися з маглами, коли їм це потрібно (наприклад, на чемпіонаті світу з квідичу 1994 року). Оскільки цей клас лише згадується як Герміона , і лише протягом одного року, мало що відомо про його навчальну програму. У першому розділі останньої книги Волдеморт вбиває професорку Чаріті Бербедж за те, що вона зображує маґлів у позитивному світлі та виступає проти обмеження чарівництва лише людьми чистокровного походження. На решту навчального року у Смертельних реліквіях, смертежера Алекто Керроу викладає маглознавство. Однак її уроки (які є обов’язковими) здебільшого описують маглів і маґлонароджених як недолюдей і гідних переслідування.

### Алхімія
Заняття алхімією не згадуються в серії Гаррі Поттера ; однак Роулінг використала алхімію як приклад «спеціалізованого» предмету, який пропонується, коли є достатній попит. Алхімія — це філософська традиція, яка шукає філософський камінь , який, як кажуть, має силу перетворювати неблагородні метали на золото та містить еліксир життя , який робить або зберігає того, хто п’є, молодим і безсмертним. Як згадувалося в «Гаррі Поттер і філософський камінь» , Ніколас Фламель створив філософський камінь, але він був знищений наприкінці першого року навчання Гаррі.

### Політ
Політ — це клас, який навчає використовувати мітли , призначені для використання в польотах, і викладає Роланда Гук лише для перших класів Гоґвортсу . Предмет єдиний, який вимагає фізичності. Єдиний урок польоту, зображений у серії Гаррі Поттера, знаходиться в Гаррі Поттер і філософський камінь ; клас ніколи не згадується в наступних частинах; і не є частиною іспитів OWL протягом п'ятого курсу Гаррі.

## Заклинальні ефекти

### Непорушна обітниця
Непорушна обітниця — це добровільна угода між двома відьмами чи чарівниками. Це має бути виконано зі свідком («Бондером») під рукою, який тримає свою паличку на зчеплених руках осіб, які погоджуються, щоб зв’язати їх магією, як язиком полум’я. Обітниця не є буквально «непорушною», оскільки особа, яка дає її, все ще може порушити своє слово, але це призведе до миттєвої смерті. Непорушну обітницю вперше було представлено в «Напівкровному принці» , де Снейп пообіцяв Нарцисі Мелфой захищати Драко або виконати завдання замість нього, а Белатриса — «Бондер».Інший приклад у «Напівкровному принці» відбувається, коли Рон розповідає Гаррі, як Фред і Джордж намагалися змусити його дати непорушну обітницю, але через втручання батька їм це не вдалося.

### Priori Incantatem
Пріорний Інкантатем (від лат. priorem incantatum – попереднє заклинання), або Зворотний ефект заклинання, використовується для виявлення заклинань, створених чарівною паличкою. Заклинання, накладені чарівною паличкою, з’являтимуться в димчастих або схожих на привиди копіях у зворотному порядку, причому останнє заклинання з’являтиметься першим. Вперше він зустрічається в Goblet of Fire , коли ельфа-домовика Барті Крауча старшого Вінкі спіймали за чарівною паличкою Гаррі. Це заклинання використовується, щоб виявити, що син Крауча справді використав чарівну паличку Гаррі, щоб накинути Темну Мітку. У Гаррі Поттер і Напівкровний Принц, з’ясовується, що Волдеморт-підліток убив свого батька та дідуся і бабусю за допомогою чарівної палички свого дядька Морфіна, знаючи, що при дослідженні чарівна паличка звинуватить Морфіна як вбивцю. У Смертельних реліквіях Гаррі боїться, що закляття Priori Incantatem буде використано на чарівній паличці Герміони після того, як смертежери схопили його. Це показало б, що вона випадково зламала його чарівну паличку з пір’я падуба та фенікса, коли прокляття спрацювало осічно, і вони обидва ледве втекли від Волдеморта раніше. У результаті захист спільних ядер було втрачено, і, що ще гірше, тепер про це стане відомо Волдеморту. Під час останньої дуелі між Гаррі та Волдемортом останній згадує, що він знає, що чарівна паличка Холлі та Фенікса знищена, маючи на увазі, що Пріорі Інкантатем дійсно було виконано на паличці Герміони, як вони боялися.
Примушення до битви двох жезлів, які мають спільні джерела ядер, також може призвести до більш потужної форми Пріорного Інкантатему. Кінчики двох паличок з’єднаються, утворюючи товсту золоту «нитку» енергії, і господарі двох паличок ведуть битву волі. Чарівна паличка невдахи відвергатиме тіні заклинань, які вона застосувала у зворотному порядку. Це явище відбувається під час дуелі між Гаррі та Волдемортом у кінці Goblet of Fire. Їхні одночасні заклинання (Гаррі та Волдеморт використовують «Expelliarmus» та «Avada Kedavra» відповідно) запускають нитки, і коли Волдеморт програє битву волі, його чарівна паличка вивергає, у зворотному порядку, відлуння людей, яких його востаннє вбило: Седріка Діґорі, Френка Брайса,  а також батьків Гаррі.

## Темні мистецтва
Темні мистецтва — це магічні заклинання та практики, які зазвичай використовуються зі зловмисною метою. Практикуючих темні мистецтва називають темними відьмами або чарівниками. Найвидатнішим з них є Волдеморт, відомий їм як Темний Лорд. Його послідовники, відомі як смертежери , практикують темні мистецтва, виконуючи його накази.
Тип заклинань, характерних для темних мистецтв , відомі як прокляття, які зазвичай завдають шкоди цілі. Усі вони певною мірою є виправданими за певних обставин. Мотивація заклинателя впливає на результат прокляття. Це найбільш чітко описано для прокляття Круціатус: коли його накладає Гаррі, розгніваний смертю свого хрещеного батька від рук Белатриси та бажаючи покарати її, це викликає короткий момент болю. Як коментує сама Беллатриса, праведний гнів не дає заклинанню діяти довго. Коли персонажі, такі як Волдеморт, які бажають заподіяти біль заради себе, викликають сильну агонію, яка може тривати доти, доки темна відьма чи чарівник залишаються поряд.
Використання темної магії може зіпсувати душу і тіло; Волдеморт використовував таку магію у своїх пошуках, щоб продовжити своє життя та отримати велику силу. Темні мистецтва також змушують Волдеморта виглядати деформованим і нелюдяним, що є побічним ефектом розщеплення його душі на горокракси.
За словами Снейпа, темних мистецтв «багато, різноманітних, постійно мінливих і вічних... нефіксованих, мінливих, незнищенних».  У магічній дуелі існує будь-яка кількість заклинань, які можна використовувати для атаки, знерухомлення або обеззброєння супротивника, не завдаючи болю чи тривалої шкоди; однак заклинання, такі як прокляття Круціатус  певним чином завдають шкоди жертві або завдають їй серйозної шкоди.
У чаклунському світі використання темних мистецтв суворо стигматизується, а крайні форми є незаконними; однак ці заклинання настільки поширені, що ще до появи Волдеморта в багатьох школах (включно з Гоґвортсом) викладали захист від темних мистецтв як стандартний предмет. Техніки включають антипрокляття та прості заклинання, щоб вивести з ладу або обеззброїти нападників або відбити певних істот. Деякі школи, такі як Дурмстранг, навчають темній магії. У Гоґвортсі також викладають урок темних мистецтв, поки він знаходиться під контролем смертежерів.

### Непрощенні прокляття
Непробачні прокляття — це найпотужніші відомі заклинання темних мистецтв. Вперше вони були класифіковані як непробачні в 1717 році. Їх використання лиходіями з книг, такими як Волдеморт і смертежери, а в деяких випадках і Міністерство магії, вселяє жах і великий страх серед інших. Прокляття названі так тому, що їх використання заборонено і непробачно у світі чарівників і карається довічним ув'язненням в Азкабані . Єдиний виняток — якщо доведено, що особа зробила це під впливом контролю розуму. Таким чином, ці прокляття дуже рідко використовуються відкрито.
- Вбивче прокляття (заклинання: Авада Кедавра ) проявляється як струмінь зеленого світла, що спричиняє негайну смерть. Вбивче прокляття не має контрпрокляття і не може бути заблоковане більшістю магічних засобів, хоча воно може бути заблоковане любов’ю (наприклад, Лілі Поттер віддає своє життя заради сина). Однак від зеленої енергетичної стріли можна ухилитися, заблокувати її твердими предметами або перехопити кількома іншими потужними швидкими заклинаннями, зокрема заклинаннями приголомшення.
- Прокляття Круціатус (заклинання: Crucio, лат. «Я мучу») завдає жертві сильний біль і використовується для тортур , але не завдає їй фізичної шкоди. Сила прокляття визначається тим, хто його наклав. Його регулярно використовували смертежери. Прокляття може катувати людину до такої міри, що вона виснажується до смерті, або в більш садистському випадку викликає постійну амнезію та безумство. Ефективне використання вимагає від заклинача садистських бажань. Його показують у вигляді яскраво вицвілого блакитного світла (хоча зазвичай воно невидиме або навіть червоний вогник у фільмах).
- Прокляття Імперіус (заклинання: Imperio, собачою латиною означає «я наказую») використовується для контролю над розумом або гіпнозу та може змусити жертву робити те, що вона зазвичай не бажає або не може. Сила і тривалість прокляття залежить від заклинателя, а також від рівня опору жертви. Прокляття показано у вигляді яскравого серпанку (тоді як у фільмах воно було або невидимим, або зеленим, схожим на туман).

Використання Непробачних проклять було санкціоновано проти Волдеморта та його послідовників Бартеміусом Краучем-старшим під час Першої чарівної війни. (Невдовзі після свого воскресіння Волдеморт називає двох смертежерів, «убитих аврорами »).  Крім того, у Смертних реліквіях Непрощенні прокляття широко використовуються хорошими персонажами, починаючи від професорки Макґонеґел із закляттям Імперіус і закінчуючи Гаррі ефективно використовуючи закляття Круціатус. Він також використовує закляття Імперіус на гобліна та підозрілого смертежера під час їхнього прихованого нападу на банк Ґрінґоттс.

### Темна позначка
Темна мітка є символом Волдеморта та смертежерів і має форму черепа зі змією, що виходить із рота замість язика. Смертежери кидають мітку в небо кожного разу, коли вони когось убивають. Morsmordre — це заклинання для заклинання Мітки. Вперше він з'являється в Goblet of Fireі описується як «колосальний череп, що складається з чогось схожого на смарагдові зірки, зі змією, що висувається з його пащі, як язик». Одного разу в небі «горіло в серпанку зеленуватого диму». Темні знаки також позначені на лівому передпліччі найближчих послідовників Волдеморта. Знак служить зв'язком між Волдемортом і кожним, хто його носить; він може викликати їх, доторкнувшись до свого знака, змушуючи його та його послідовників горіти та змінювати колір. Смертежери можуть викликати Волдеморта таким же чином. Після остаточної поразки Волдеморта темні мітки на його смертежерах зникають у шрам, «подібний» до шраму Гаррі.  У книгах темна мітка описується як зелена; однак у фільмах вона булі зеленою лише на Кубку світу з квідичу.

### Інферіус
Інферіус (множина: inferi )  — це труп , яким керують заклинання темного чарівника. Інферіус — це не живий, а мертве тіло, яке зачаровано діяти як маріонетка для відьми або чаклуна; це проявляється у вигляді білого туману в очах контрольованого трупа. Вони не думають самостійно: вони створені для виконання певного обов’язку, дорученого темним чарівником, який ними керує, і, як видно на прикладі інферів, які охороняють горокракс Волдеморта в приморській печері, залишаються бездіяльними, доки своє завдання не буде виконано. Потім це завдання бездумно виконується, незалежно від того, дасть воно результат чи ні. Інфері важко пошкодити магією; однак їх можна відштовхнути вогнем або будь-якими іншими формами тепла чи світла, як це роблять inferi у печері Волдеморта. У разі поразки вони повертаються в стан очікування.
Чарівний світ вважає інфері досить небезпечними та страшними, тому втілення інферіуса (як, як повідомляється, зробив Мундунгус Флетчер у «Напівкровному принці »), є злочином, гідним ув’язнення в Азкабані .
Міністерство магії побоюється, що Волдеморт вбиває достатньо людей, щоб створити армію інфері: оскільки вони мертві, їх дуже важко зупинити. Коли Волдеморт ховав один зі своїх горокраксіву минулому він наповнив озеро в печері багатьма інфері, які мали напасти та втопити будь-кого, окрім Волдеморта, який увійде до печери та забере медальйон. Коли Гаррі та Дамблдор взяли медальйон, інфері напали на Гаррі; Дамблдор відбив їх вогняним закляттям. Також виявлено, що інфері ледь не вбили Крічера після того, як він випив з чаші, щоб допомогти Волдеморту сховати свої горокракси, але отримавши наказ повернутися до свого господаря після виконання завдання з Волдемортом, він зміг зникнути з печери. Пізніше ці інфері вбили Регулуса Блека, коли він викрав горокракс, і наказав Крічеру знищити його.

### горокракс
Горокракс — це об’єкт, створений за допомогою темної магії для досягнення ефективного безсмертя . Концепція вперше введена в шостому романі « Гаррі Поттер і напівкровний принц» , хоча горокракси присутні в ранніх романах без пояснень або ідентифікації як таких.
Щоб створити горокракс, відьма або чарівник повинні спочатку підготувати обраний об’єкт  у ритуалі, який Роулінг описала лише як «надто жахливий, щоб вдаватися в подробиці». Після підготовки об'єкта відьма або чарівник повинні позбавити когось життя, акт, який розколює душу. Після цього необхідні подальші темні ритуали, щоб видалити осколок душі від творця та помістити його в підготовлений об’єкт. Як тільки це буде зроблено, горокракс стає магічним чином захищеним майже від усіх форм руйнування, для цього потрібна надзвичайно потужна магія або особливо руйнівні речовини.
Зазвичай, коли вбивають тіло, душа відходить на той світ. Однак якщо тіло творця горокраксу буде вбито, та частина його душі, яка все ще була в його тілі, не перейде в інший світ, а буде існувати в нетілесній формі, яку зможе воскресити інший чарівник . Якщо всі горокракси людини будуть знищені, то єдиним якорем його душі в матеріальному світі буде його тіло, знищення якого призведе до його остаточної смерті. Щоб знищити горокракс, руйнівник повинен знищити його таким чином, щоб він не піддавався магічному ремонту. У другій книзі щоденник Тома Редла (пізніше виявилося горокраксом) знищує Гаррі отруйним іклом василіска. У сьомій книзі меч Ґрифіндора, просочений отрутою василіска, знищує змію Волдеморта - останній його горокракс.

## Портрети
У серії про Гаррі Поттера об’єкти магічних портретів (навіть тих персонажів, які мертві) можуть рухатися, взаємодіяти з живими спостерігачами, говорити та демонструвати явні емоції та особистість. Деякі навіть можуть переходити до інших портретів, щоб відвідувати один одного, або передавати повідомлення, або (якщо існує більше однієї картини предмета) переходити між окремими місцями за допомогою своїх портретів. Прикладом цього є Фінеас Нігеллус Блек (прапрадід Сіріуса Блека), який має картину в кабінеті директора, щоб дати пораду нинішньому директору, і ще одну картину на площі Гріммо, 12. Багато таких портретів знайдено на стінах Хогвартса.
Деякі портрети використовуються для приховування входу в кімнату або коридор. Наприклад, портрет Товстої леді закриває вхід до вітальні Ґрифіндору, і вона може відкрити портрет, коли отримає правильний пароль, або закрити, щоб запобігти входу. У фільмі «Гаррі Поттер і Дари смерті» є портрет Аріани Дамблдор у Вимагальній кімнаті , яка приховує таємний прохід до корчми «Свиняча голова». Крім того, картина із зображенням великої вази з фруктами приховує вхід до кухні Гоґвортсу та кімнати ельфів-домовиків, які відчиняються, відкриваючи приховані двері, якщо лоскотати грушу.
Художник зачаровує портрети рухливістю, але ступінь, до якого вони можуть взаємодіяти з іншими, залежить від потужності об’єкта.  Роулінг прокоментувала, що портрет — це лише слабкий відбиток померлого суб’єкта, що імітує його основну особистість і моделі мислення. Тому вони «не так повністю усвідомлені, як примари».  У «Гаррі Поттер і прокляте дитя» портрет Альбуса Дамблдора описує себе лише як «фарбу та пам’ять», а професорка Макґонеґел (його наступниця на посаді директора Гоґвортсу) коментує, що, хоча вона розмовляє з Дамблдором, щоб допомогти їй у прийнятті рішень, вона ретельно пам'ятає, що "портрети не представляють навіть половини своїх предметів".

### Портрети в кабінеті директора
На портретах у кабінеті директора зображені всі колишні керівники Гоґвортсу, за винятком Долорес Амбридж. Вони радять директора і мають «честь служити нинішньому директору» (за словами Армандо Діппета). Роулінг пояснила, що портрети колишніх директорів, як правило, більш реалістичні, ніж більшість, оскільки предмет, про який йдеться, зазвичай передає знання та вчить їх, як поводитися перед смертю. Портрет Снейпа встановили в кабінеті директора на прохання Гаррі. 

### Товста леді
Портрет Товстої леді прикриває двері до Ґрифіндорської вежі. Вона відкриє його (іноді неохоче), коли буде вимовлено правильний пароль. Вона часто засмучена після того, як її пробудять, і іноді її бачать п’яною зі своєю найкращою подругою Вайолет. У Товстої леді немає іншого відомого імені – навіть незмінно ввічливий Албус Дамблдор називає її лише «Товста леді» – і, можливо, вона не представляє реальну особу, а є винаходом художника, який її портретував. У філософському камені, вона залишає свій портрет посеред ночі, закриваючи Гаррі, Рона, Герміону та Невіла з Ґрифіндорської вежі, змушуючи їх бігти через школу. На щастя для них, коли вони повернулися, вона повернулася до свого портрета, що дозволило їм втекти до Ґрифіндорської вежі.
У «В’язні Азкабану» Сіріус Блек розрізає портрет Товстої леді, коли вона не пускає його без пароля, і мине деякий час, перш ніж вона наважиться знову охороняти Ґрифіндорську вежу. Після того, як її портрет відновлено, вона просить захисту на випадок, якщо хтось знову спробує напасти на її портрет. Таким чином, найнято двох тролів безпеки. У «Напівкровному принці» вона настільки роздратована пізнім поверненням Гаррі, що вдає, що пароль змінився, і намагається передзвонити йому, коли він йде поговорити з Дамблдором. Пізніше, коли Гаррі підтверджує смерть Дамблдора, вона схлипує і єдиний раз у серії відкриває без пароля для Гаррі у своєму горі.

### Фотографії
Чарівні фотографії людей мають схожі властивості з магічними намальованими портретами: фігури всередині рухаються або навіть іноді залишають кадр. Вони з’являються в чарівних газетах та інших друкованих ЗМІ, а також на картках «Шоколадна жаба». Колін Кріві згадує в «Таємній кімнаті» , що хлопець у його гуртожитку сказав, що якщо він проявить плівку зі своєї маґлівської камери «в правильному зіллі», зображення рухатимуться.  Однак, на відміну від портретів, фігури на чаклунських картинах не можуть говорити та виявляють мало розуму. Схоже, що вони мають певні знання про поточні події, як, наприклад, в Ордені Фенікса, сімейна фотографія на столі Артура показує всіх, крім Персі, «який, здавалося, вийшов звідти». 